# کمانگرکلا (دابودشت)
کمانگرکلا روستایی در ایران است که در دهستان دابوی جنوبی واقع شده‌است. کمانگرکلا ۶۲۹ نفر جمعیت دارد.
کمانگرکلا دارای 9 شهید می باشد